# Pfarrkirche Ollersdorf im Burgenland

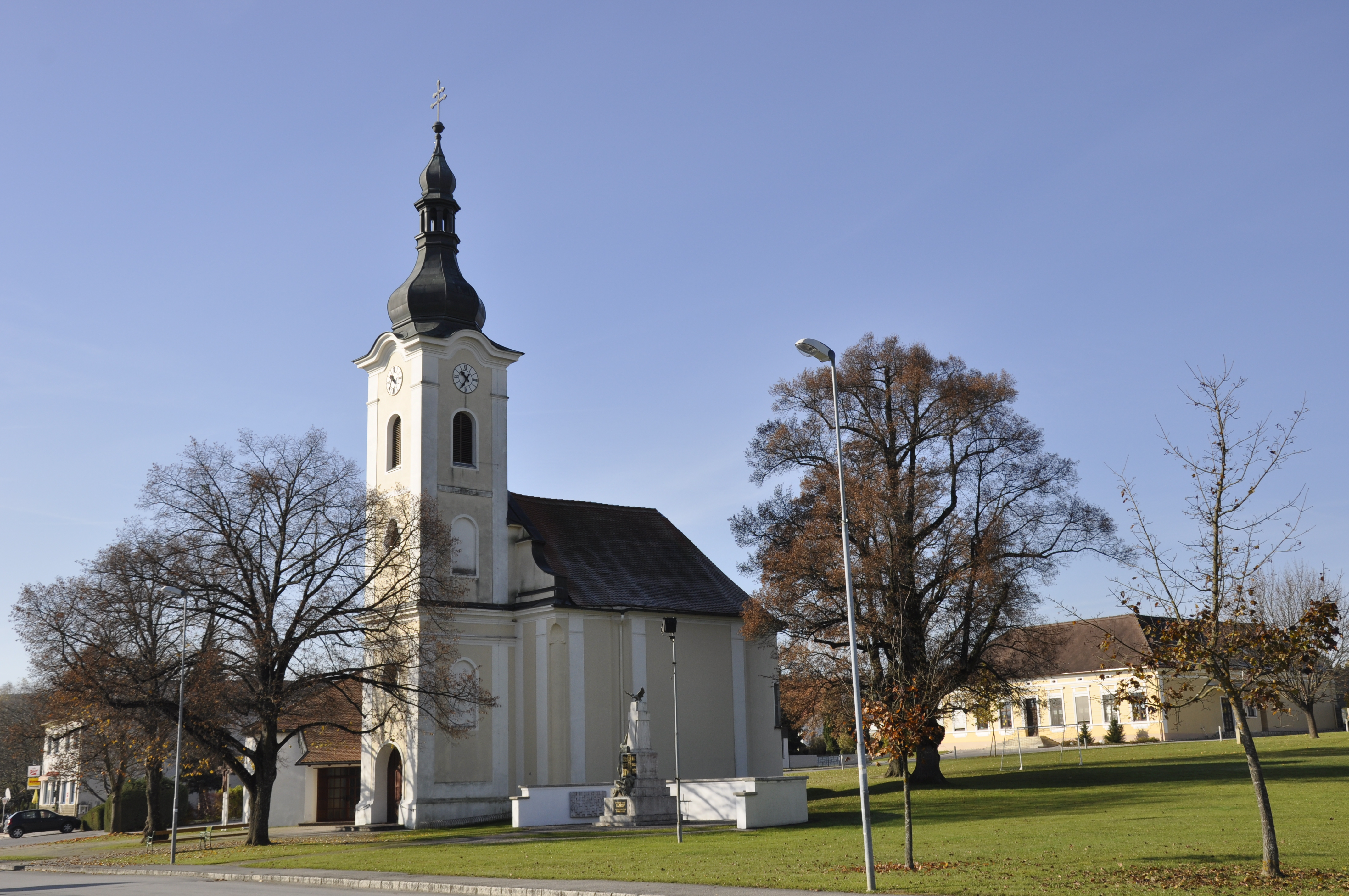
Pfarr- und Wallfahrtskirche Ollersdorf

Die römisch-katholische Pfarr- und Wallfahrtskirche Ollersdorf steht auf freiem Feld außerhalb der Gemeinde Ollersdorf im Burgenland (ungarisch: Barátfalva) im Bezirk Güssing im Burgenland. Sie ist dem Fest Mariä Himmelfahrt gewidmet und gehört zum Seelsorgeraum Maria Helferin/Oberes Stremtal im Dekanat Güssing in der Diözese Eisenstadt. Das Gebäude steht unter Denkmalschutz.

## Geschichte
Das Gnadenbild Maria Helferin wurde 1626 an einer Stelle aufgefunden, an der heilsames Wasser aus dem Boden kam. Darüber errichtete man bald darauf eine Kapelle. Vom Anfang des 18. Jahrhunderts bis ins 19. Jahrhundert waren Einsiedler die Wächter über das Marienheiligtum, das bald Zentrum einer regionalen Wallfahrt wurde. Die heutige Kirche wurde in den Jahren 1762 bis 1764 anstelle einer älteren Holzkirche gegenüber der Quellkapelle erbaut. Sie wurde 1871 zur Pfarrkirche erhoben. Eine Restaurierung erfolgte im Jahr 1976. 1982 wurde die Kirche erweitert. Auch heute noch pilgern viele Menschen zu dieser Quelle.

## Architektur und Ausstattung

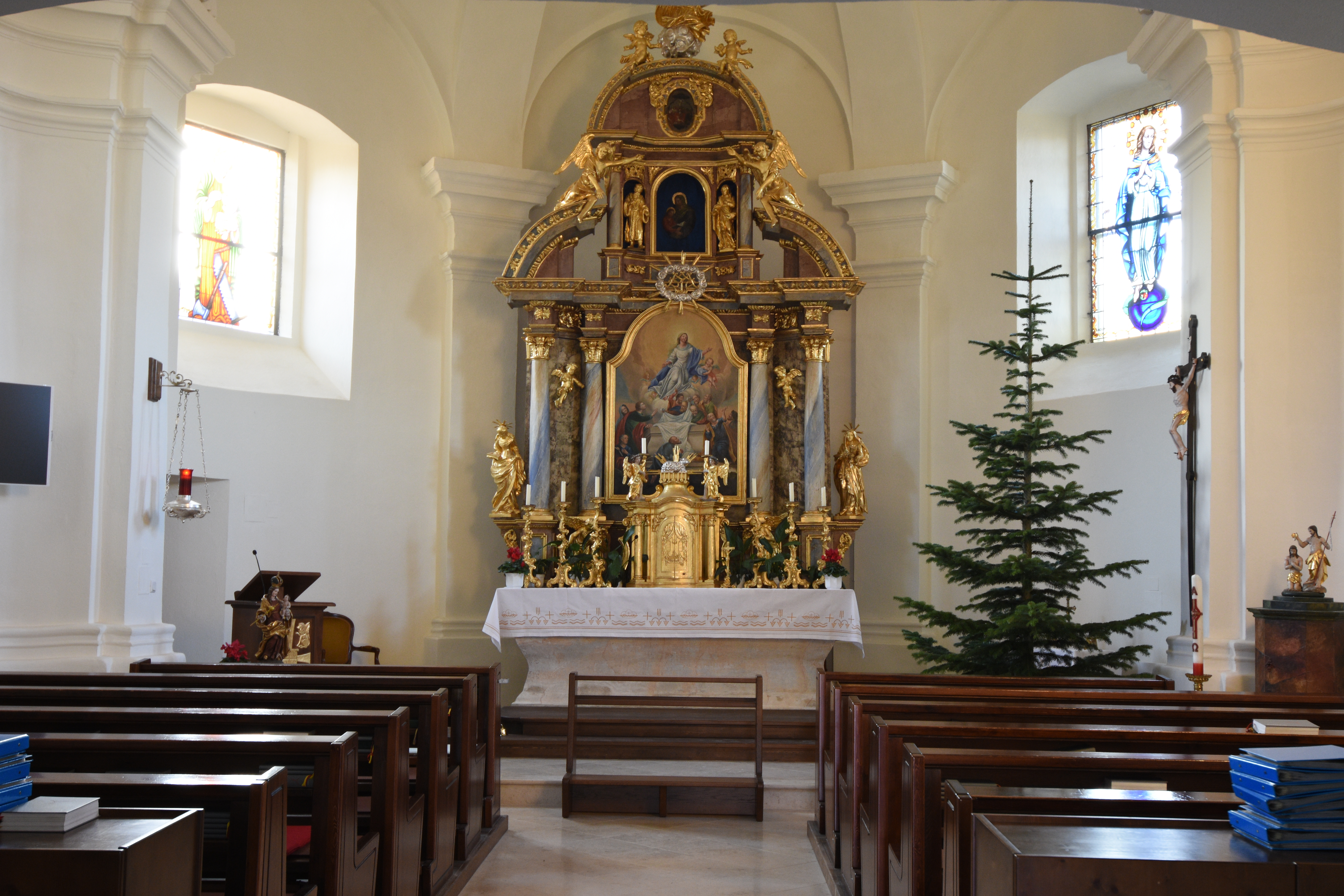
Der Innenraum der Kirche

Die Kirche ist ein hochbarocker Bau mit annähernd quadratischem Grundriss und halbrunder Apsis. Der dreigeschoßige Ostturm mit Zwiebelhelm wurde in den Jahren 1932/33 in barocker Form errichtet. 
Über dem Kirchenschiff mit vorgelagertem Ostjoch ist ein Platzlgewölbe. Das Gewölbe ist zwischen Gurtbögen, die auf gekehlten Pilastern lagern, gespannt. Die Westempore mit flacher Brüstung ruht auf zwei Stützen. 
Der Hochaltar entstand in der zweiten Hälfte des 17. Jahrhunderts. Zwischen je zwei korinthischen Säulen befindet sich eine Nische, in der sich eine Madonna mit Kind befindet. Der Aufsatz ist mit Rundgiebel und Säulen verziert. Unten und oben sind Heiligenfiguren, im Aufsatz Gott Vater mit Putti. 
Der Taufkasten entstand im dritten Viertel des 18. Jahrhunderts mit einer kleinen Taufgruppe am Deckel. Die Orgel aus 1957 mit 8 Registern wurde von den Gebrüdern Krenn gebaut.